# Diploplecta australis
Espèce
Synonymes
- Drapetisca australis Forster, 1955

Diploplecta australis est une espèce d'araignées aranéomorphes de la famille des Linyphiidae.

## Distribution
Cette espèce est endémique des îles des Antipodes en Nouvelle-Zélande.

## Description

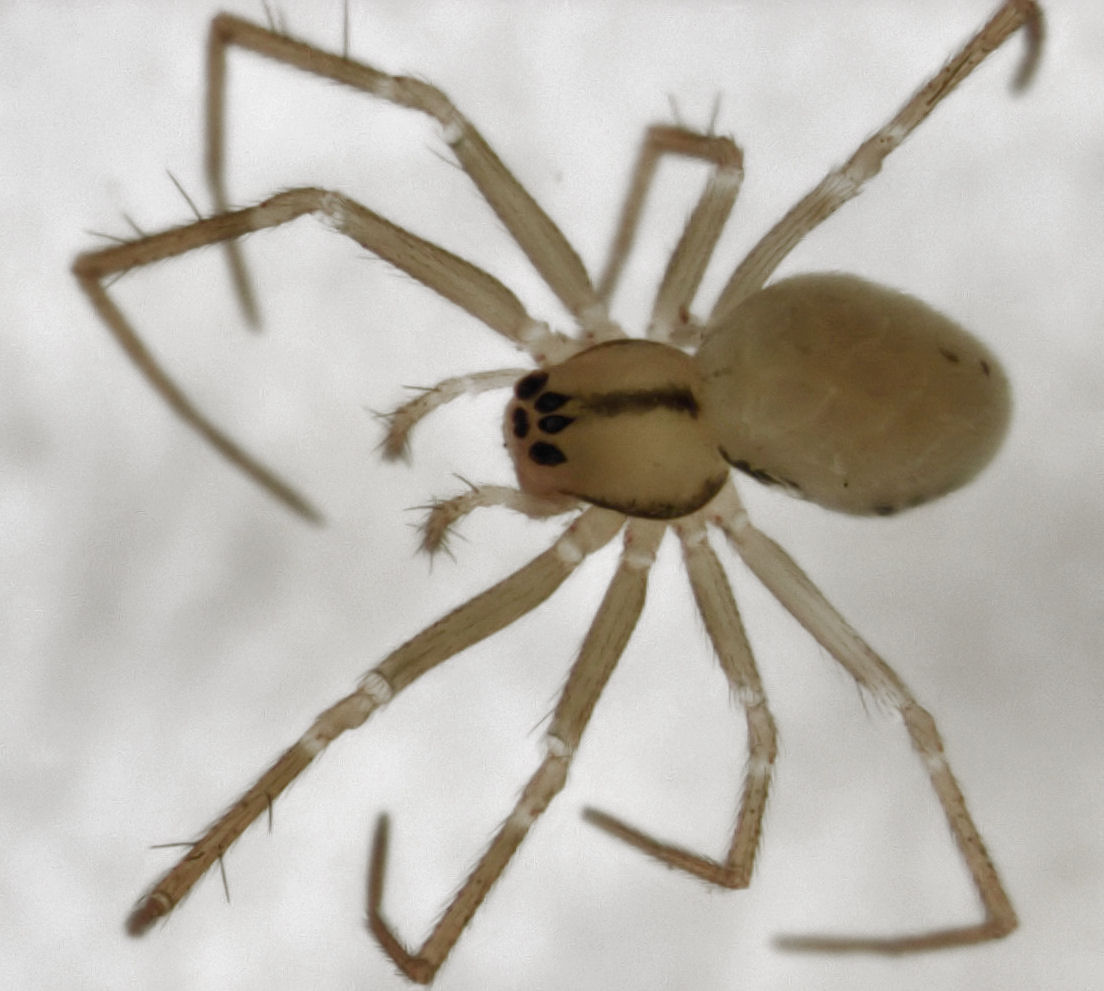
Diploplecta australis ♀

La carapace de la femelle holotype mesure 1,29 mm de long sur 1,16 mm et l'abdomen 1,53 mm de long sur 1,52 mm.

## Systématique et taxinomie
Cette espèce a été décrite sous le protonyme Drapetisca australis par Forster en 1955. Elle est placée dans le genre Diploplecta par Fitzgerald et Sirvid en 2020.

## Publication originale
- Forster, 1955 : « Spiders from the subantarctic islands of New Zealand. » Records of the Dominion Museum,  Wellington, vol. 2, no 4, p. 167-203.